# 米尔福德 (犹他州)
米尔福德（英文：Milford），是美国犹他州比弗县下属的一座城市。建市于 1873年，面积大约为3.08平方英里（8平方公里），海拔约为4,967英尺（1,514米）。根据2010年美国 人口普查，该市有人口1,409人。